# رأس القيد
راس القيد منطقة ساحلية كويتية في أقصى شرق جزيرة بوبيان في شمال شرق دولة الكويت.

## التسمية وصيد السمك
وفقاً لجون غوردون لوريمر في كتابه دليل الخليج فقد "كان صيادو السمك الكويتيين يزورون خور عبد الله بين الحين والآخر ليصيدوا فيه بين رأس القيد وجزيرة وربة وذلك بحثا عن [سمك] الزبيدي فقط. وقال فرحان عبد الله الفرحان في كتابه معجم المواضع والمواقع والأمكنة في الكويت "رأس القيد: الزاوية الجنوبية الغربية [محل شك] لجزيرة بوبيان كان يطلق الكويتيون على هذه المنطقة رأس القيد والبحر الواقع بين هذه الزاوية حتى جزيرة فيلكا يسمى بالقيد وهذه المنطقة التي يصطاد بها سمك الزبيدي ولقد تعارف الكويتيون على الموسم الذي يصطاد به السمك بالقيد أنه التسمية من وقت معين وهو تقيد ونفس الوقت أو تقيد السمك ربما. وقال يعقوب يوسف الحجي «صيادو الأسماك في بلدة الكويت ذاتها (وبخاصة صيادو الحي القبلي أو الغربي من البلدة) فقد تخصصوا في صيد الأسماك بالقرب من جزيرة بوبيان (أو ما يسمى بحداق القيد)، وهذه رحلة تستغرق عدة أيام بعيدا عن البلدة وبالقرب من راس القيد على الساحل الشرقي لجزيرة بوبيان، حيث يكثر في هذا الموسم - موسم حداق القيد - صيد أسماك الزبيدي التي تأتي لوضع بيوضها في هذه المنطقة». وقال حمد السعيدان «القيد: (رأس القيد) الساحل الشرقي لجزيرة بوبيان، يصطاد فيه سمك الزبيدي في فصل الربيع».